# Can Targa
Can Targa és una masia del municipi del Masnou (Maresme) protegida com a bé cultural d'interès local.

## Història
L'edifici és del segle xvi (probablement de l'any 1597). Sembla que el nom prové d'un capità pirata del segle xix capturat pel propietari de la casa, el mariner Josep Santpere. A finals del segle xix hi havia una destil·leria de licors i darrere de la masia hi havia una font on s'hi anava d'excursió.
Al segle xix la masia va passar a la família Ventura perquè l'hereva, Antònia Santpere i Rosés, es va casar amb Francesc Ventura i Pollés. Un dels seus hereus, Josep Ventura i Estaper, hi va instal·lar una destil·leria de licors entre els quals va destacar l'anís La Liebre. També d'aquesta època es feu popular anar d'excursió a la font que hi havia al darrere de la masia. A principis del segle xix, a Can Targa se servien licors en porrons o a gotets i anissos, que es prenien acompanyats de l'aigua de la font que hi havia al fons de l'hort.
Josep Ventura i Estaper, industrial i propietari de la masia, va ser assassinat durant la Guerra Civil espanyola. Fou detingut a casa seva, l'agost de 1936, i assassinat a Montgat o Tiana.
La seva filla i hereva, Angelina Ventura i Aymà, va morir sense descendència i va llegar la casa a una neboda. Aquesta la va vendre a una immobiliària, que va parcel·lar les terres i va cedir la masia a la Fundació El Maresme. Des de llavors, a la masia hi ha el Centre Ocupacional Can Targa per a persones amb disminució psíquica.

## Descripció
És una masia de planta quadrangular, amb una teulada de dues vessants i el carener perpendicular a la façana. Es conserva l'estructura original del mas, tot i que les obertures de la façana estan modificades i no conserven les llindes i els bancals de pedra; només la porta d'accés continua, que és adovellada. Sobre la façana hi ha un rellotge de sol.